# Jerzy Plewa

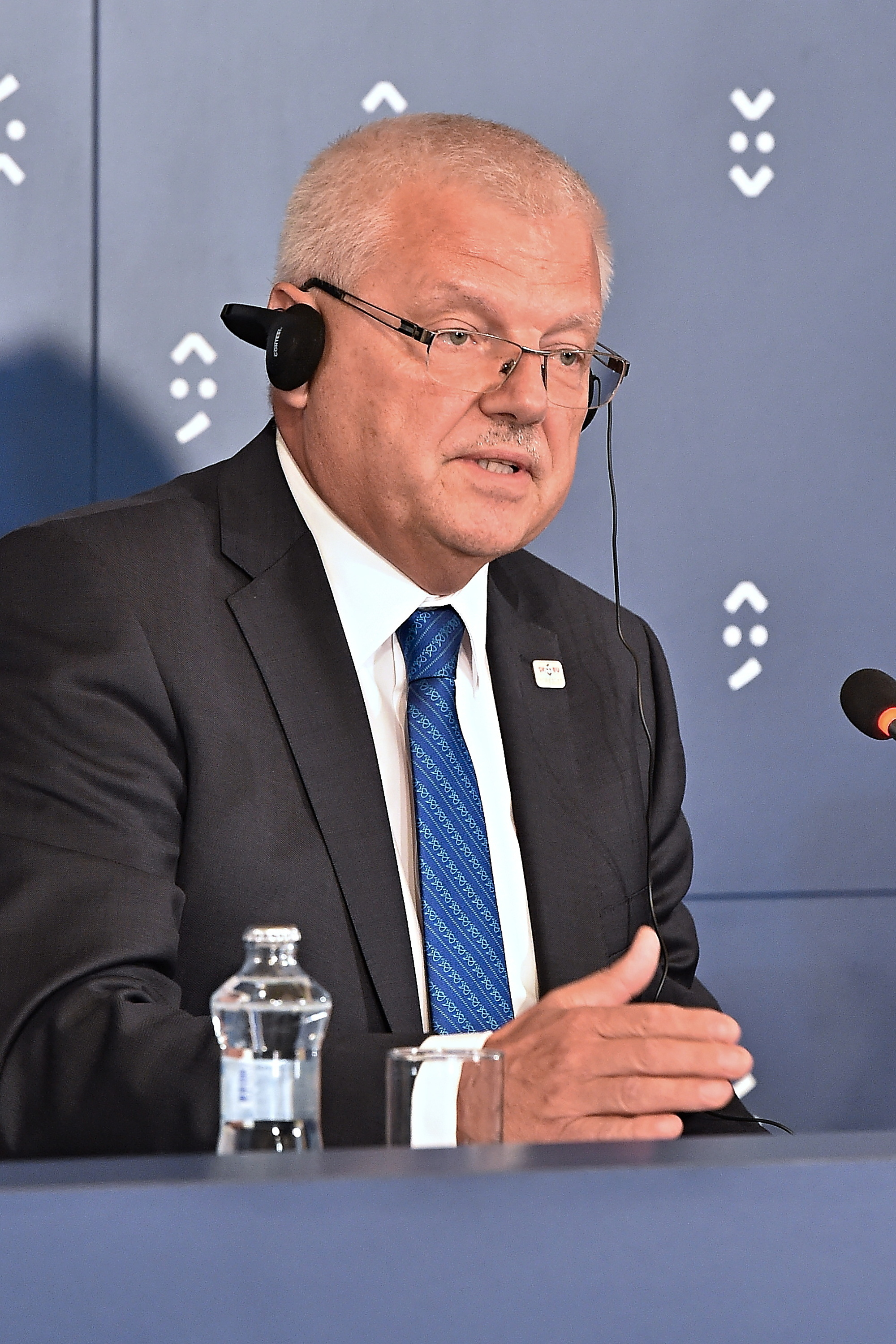
Jerzy Plewa (2016)

Jerzy Bogdan Plewa (ur. 27 sierpnia 1954 w Kraśniku) – polski urzędnik państwowy, były wiceminister rolnictwa.

## Życiorys
W 1978 ukończył studia na Politechnice Warszawskiej. W 1982 uzyskał stopień doktora nauk technicznych, następnie do 1996 był pracownikiem naukowym w Szkole Głównej Gospodarstwa Wiejskiego w Warszawie. W 1995 kierował Zakładem Wyżywienia Ludności i Analiz Rynkowych na Wydziale Żywienia Człowieka SGGW.
Od 1992 do 1997 współpracował z Fundacją Programów Pomocy dla Rolnictwa. W latach 1997–2004 pełnił funkcję podsekretarza stanu w Ministerstwie Rolnictwa i Rozwoju Wsi. Wchodził w skład Zespołu Negocjacyjnego ds. członkostwa Polski w Unii Europejskiej, odpowiedzialnego za sprawy rolne.
W czerwcu 2006 został zatwierdzony na stanowisku wicedyrektora generalnego w dyrekcji do spraw rolnictwa Komisji Europejskiej. W marcu 2013 został dyrektorem generalnym.

## Odznaczenia
Odznaczony Krzyżem Oficerskim Orderu Odrodzenia Polski (2004).